# Cryptocephalus parvulus
Cryptocephalus parvulus  (лат.) — вид листоедов (Chrysomelidae) из подсемейства скрытоглавов (Cryptocephalinae). Встречается в Европе, за исключением Средиземноморского региона (но обитает в Корсике и Сардинии), а также распространён от северной Испании до южной России, в Центральной Азии восточной Сибири и Японии.

## Подвиды
- Cryptocephalus parvulus devillei G. Müller, 1948
- Cryptocephalus parvulus parvulus O.F. Müller, 1776